# Список керівників держав 1501 року
Список керівників держав 1501 року — це перелік правителів країн світу 1501 року.
Список керівників держав 1500 року — 1501 рік — Список керівників держав 1502 року — Список керівників держав за роками

## Європа
- Англія
  - Король Англії — Генріх VII (1485—1509)
- Балканський півострів
  - Герцогство Архіпелагу — Франческо III (1500—1511)
  - Сербський деспотат — титулярний деспот Йован Бранкович (1497—1502)
- Балтія
  - Велике князівство Литовське — Олександр Ягеллончик (1492—1506)
  - Дерптське єпископство — Йоганн III Ропе (1499—1505)
  - Езель-Вікське єпископство — Йоганн III Оргас (1492—1515)
  - Курляндське єпископство — Міхаель Скултеті (1500—1501); Генріх ІІ Базедов (1501—1523)
  - Лівонський орден — ландмейстер — Вальтер фон Плеттенберг (1494—1535)
  - Ризьке архієпископство — Міхаель Гільдебранд (1484—1509)
  - Держава Тевтонського ордену — великий магістр — Фрідріх Саксонський (1498—1510)
- Білорусь
  - Кобринське князівство — Анна Семенівна (1491—1516)
- Ірландія
  - Айргіалла — Росса мак Магнуса (1497—1513)
  - Десмонд —Тадг Ліах Мак Карті (1469—1503)
  - Тір Еогайн — Домналл Кларах мак Ейнрі (1498—1509)
  - Томонд — король Тойрделбах Донн О'Бріан (1498—1528)
- Італія
  - Венеційська республіка — дож Агостіно Барбаріго (1486—1501); Леонардо Лоредан (1501—1521)
  - Графство Гвасталла — Акілле Тореллі (1494—1522)
  - Мантуанське герцогство — маркіз Франческо II Гонзага (1484—1519)
  - Міланське герцогство — Людовик XII (1500—1513)
  - Мірандола (герцогство) (Ducato della Mirandola) — Антоніо Марія Піко делла Мірандола (1499—1501); Джованні Франческо II Піко делла Мірандола (1501—1502)
  - Герцогство Масси і Каррари — Альберіко II Маласпіна (1481—1519)
  - Герцогство Модени і Реджо — Ерколе I д'Есте (1471—1505)
  - Маркграфство Монферрат — Вільгельм IX Палеолог (1493—1518)
  - Неаполітанське королівство — Фредерік I (1496—1501); Людовик XII (1501—1504)
  - Салуццо (маркграфство) — Лодовіко II (1475—1487; 1490—1504)
  - Сардинське королівство — Фернандо II (1479—1516)
  - Королівство Сицилія — Фернандо II (1479—1516)
  - Сора (герцогство) — Джованні делла Ровере (1475—1501); Франческо Марія I делла Ровере (1501—1538)
  - Принц-єпископство Тренто — Удальріко Ліхтенштейн (1493—1505)
  - Урбіно (герцогство) — Гвідобальдо да Монтефельтро (1482—1508)
  - Феррарська сеньйорія — Ерколе I д'Есте (1471—1505)
  - Маркграфство Фінале — Карло Доменіко дель Карретто (1499—1514)
- Кавказ
  - Картлі — Костянтин II (1490—1505)
  - Гурійське князівство — Гіоргі II Гурієлі (1483—1512)
  - Самцхе-Саатабаго — Кайхосро I Джакелі (1498/1500—1500/1502)
  - Кахетинське царство — Олександр I (1476—1511)
  - Тюменське ханство (Кавказ) — Муртаза (1495—1514)
- Німеччина
  - Герцогство Австрія — Максиміліан I (1493—1519)
  - Князівство Ангальт — Ангальт-Цербст (князівство) — Адольф (1480—1508); Ангальт-Дессау — Ернст (1474—1516; з братами); Ангальт-Кетен — Магнус і Адольф (1500—1508)
  - Ансбах (князівство) — Фрідріх I (1486—1515)
  - Баварсько-Мюнхенське герцогство — Альбрехт IV (1463—1503)
  - Баденське маркграфство — Христоф I (1475—1515)
  - Байройт (князівство) — Фрідріх I (1495—1515)
  - Берг (герцогство) — Вільгельм (1475—1511)
  - Берхтесгаден (пробство) — Ульріх ІІ Пернауер (1486—1496); Бальтазар Хірскауер (1496—1508)
  - Маркграфство Бранденбург — курфюрст Йоахім I Нестор (1499—1535)
  - Герцогство Брауншвейг-Люнебург — Генріх ІІІ Середній (1471—1520)
  - Принц-єпископство Бріксен — Мельхіор фон Мекау (1489—1509)
  - Вадуц (графство) — Людвіг II (1488? — 1504)
  - Вюртемберг (герцогство) — герцог Ульріх (1498—1519)
  - Вюрцбург (принц-єпископство) — Лоренц фон Бібра (1495—1519)
  - Гессен (ландграфство) — Вільгельм II (1493—1509)
  - Гессен-Марбург — Вільгельм II (ландграф Гессену) (1500—1509)
  - Геттінген (князівство) — Фрідріх III (1471—1520)
  - Принц-єпископство Гільдесгайм — Бертольд II Ландсберзький (1481—1502)
  - Гольштейн-Піннеберг — Ото III Шаумбурзький (1492—1510)
  - Гоя (графство) (Grafschaft Hoya) — Йобст I (1497—1507)
  - Архієпископ Зальцбургу — Леонхард фон Кейчах (1495—1519)
  - Зіммерн-Цвайбрюккен — пфальцграф Александр (1490—1514)
  - Каммін (єпископство) — Мартін (1498—1521)
  - Герцогство Каринтія — Максиміліан I (1493—1519)
  - Кельнське курфюрство — Герман IV (1475—1508)
  - Кенігсегг (Königsegg) — барон Йоганн IV (1500—1544)
  - Клеве (герцогство) — Йоганн II (1481—1521)
  - Констанц (князівство-єпископство) — Хуго фон Хоенланденберг (1496—1529)
  - Курпфальц — Філіп (1476—1508)
  - Ландсгут-Баварське герцогство — Георг (1479—1503)
  - Ліппе-Детмольд — Бернард VII (1429—1511)
  - Любекське князівство-єпископство — Дітріх II Арндес (1492—1506)
  - Архієпископ Майнца Бертольд фон Хеннеберг (1484—1504)
  - Марк (графство) — Йоганн II (1481—1521)
  - Мекленбург-Шверін — Магнус II Мекленбурзький (1477—1503)
  - Нассау-Саарбрюккен — граф Йоганн Людвіг фон Нассау-Саарбрюкен (1472—1545)
  - Графство Ольденбург — Йоганн V (1500—1526)
  - Падерборнське князівство-єпископство — Герман IV (1498—1508)
  - Герцогство Померанія — Богуслав X (1474—1523)
  - Равенсберг (графство) — Вільгельм (1475—1511)
  - графство Рітберг — Йоганн I (1472—1516)
  - Саксен-Лауенбург — Йоганн V (1463—1507)
  - граф Тиролю — Максиміліан I (1490—1519)
  - Фельденц (графство) — Александр (1489—1514)
  - Хахберг-Заузенберг — Філіп (1487—1503)
  - Герцогство Штирія — Максиміліан I (1493—1519)
  - Юліх-Берг — герцог Вільгельм (1475—1511)
- Піренейський півострів
  - Королівство Арагон — Фернандо II (1479—1516)
  - Королівство Португалія — король Мануел I (1495—1521)
  - Королівство Наварра — Катерина I (1483—1517)
- Польща — Ян I Ольбрахт (1492—1501); Олександр Ягеллончик (1501—1506)
  - Бжезьке князівство — Людмила з Подебрад (1488—1503)
  - Битомське князівство — Ян II Добрий (1498—1521)
  - Варшавське князівство (середньовічне) — Конрад III Рудий (1488—1503)
  - Герцогство Заган — Георг Багатий (1500—1539)
  - Зембицьке князівство — Альбрехт I Мюнстерберзький з братами (1498—1511)
  - Козленське князівство — до 1509 — у складі земель Чеської корони
  - Любінське князівство — у складі Легницького князівства (1488—1505)
  - Немодлінське князівство — Ян II Добрий (1497—1521)
  - Олесницьке князівство — Альбрехт I Мюнстерберзький з братами (1498—1511)
  - Опавське князівство — Янош Корвін (1485—1501); Сигізмунд I Старий (1501—1506)
  - Сцинавське князівство — Казимир II Цешинський (1493—1528)
  - Легницьке князівство — Георг I Бжезький (1495—1505; з братом)
  - Опольське князівство — Ян II Добрий (1476—1521)
  - Тешинське герцогство — Казимир II Цешинський (1477—1523)
  - Черське князівство — Конрад III Рудий (1471—1503)
- Астраханське ханство — Абдул-Керім (1495—1504)
- Велика Орда — Шейх-Ахмад (1494—1502)
- Касимовське ханство — Сатилган (1498—1508)
- Велике князівство Московське — Іван III Васильович (1462—1505)
- Велике князівство Пермське — Матвій I Михайлович (1481—1505)
- Велике князівство Рязанське — Іван VII Іванович (1500—1521)
- Углицьке князівство — перерва до 1506
- Казанське ханство — Абдул-Латіф (1497—1502)
- Румунія; Молдова
  - Волощина — господар Раду Великий (1495—1508)
  - Молдавське князівство — Штефан III (1457—1504)
- Скандинавія
  - король Данії — Юган (1481—1513)
  - Король Норвегії Юган (1481—1513)
  - Швеція — Юган (1497—1501); Стен Стуре Старший (1501—1503)
- Угорське князівство — король Владислав II Ягеллончик (1490—1516)
- Україна —
  - Дубровицьке князівство — Гольшанський Олександр Юрійович (1481—1511)
  - Сіверське князівство — Василь Іванович Шем'ячич (після 1471—1508)
  - Кримське ханство — Менґлі I Ґерай (1478—1515)
- Королівство Франція — Людовик XII (1498—1515)
  - Герцогство Бар — Рене II Лотарінгський (1480—1508)
  - Бретонське герцогство — Анна I (1488—1514)
  - Бурбон (герцогство) — П'єр II (1488—1503)
  - Гельдерн (графство) — Карл (1492—1538)
  - Голландія — Філіп I Вродливий (1494—1506)
  - Графство Ла Марш — П'єр II Бурбон (1477—1503)
  - Люксембург (герцогство) — Філіп I Вродливий (1482—1506)
  - Льєзьке єпископство — Жан IX ван Горн (1482—1506)
  - Монбельяр (графство) — Ульріх (1498—1519)
  - Монако — Жан II (1494—1505)
  - Оранж (князівство) — Жан IV де Шалон-Арле (1475—1502)
  - Савойське герцогство — Філіберт II (1497—1504)
  - Графство Фуа — Іоанн III (1500? — 1516)
- Король Богемії (Чехія) — Владислав II Ягеллончик (1471—1516)
- Шотландія
  - Король Шотландії — Яків IV (1488—1513)
- Святий Престол; Папська держава — папа римський — Олександр VI (1492—1503)
- Вселенський патріарх — Йоаким I Константинопольський (1498—1502)

## Азія
- Близький Схід
  - Мамелюцький султанат — Джанбалат аль-Ашраф (1500—1501); Туман-бай I аль-Аділь (1501); Кансух аль-Гаурі (1501—1516)
  - Дулкадір (бейлик) — Алауддевле Бозкурт (1479—1515)
  - Рамазаногуллари — Ібрагім II (1480—1510)
  - Османська імперія — Баязид II (1481—1512)
  - Джабридський емірат — Госсіб бін Хілал (1500—1524)
  - Шаріфат Мекки — Баракат II (1497—1525)
  - Тахіриди (Ємен) — аль-Малік аз-Зафір Салах ад-Дін Амір II ібн Абд аль-Ваххаб (1489—1517)
- Персія; Середня Азія
  - Ак-Коюнлу — султан в Кермані та Фарсі Султан-Мурад (1500—1508); султан в Азербайджані та Діярбакирі Алванд Мірза (1497—1501); ліквідовано. Султан в Діярбакирі Султан-Касім (1497—1501)
  - Держава Ширваншахів — Бахрам-бек (1500—1501); Газі-бек (1501—1502)
  - Сефевідський Іран — Ісмаїл I (1501—1524)
    - Карабаське беклярбекство — Гара Пірі-бек Каджар (1501—1512)
- Індія і Шрі-Ланка
  - Аділ-шахи — Юсуф Аділ-шах (1490—1510)
  - Ахмеднагарський султанат — Малік Ахмад Нізам-шах I (1490—1510)
  - Ахом — Сухунгмунг (1497—1539)
  - Бахмані — Махмуд-шах Бахмані (1482—1518)
  - Бенгальський султанат — Ала ад-дін Хусейн-шах (1494—1519)
  - Берарський султанат — Фатхулла Імад-уль-Малк (1490—1504)
  - Віджаянагарська імперія — Нарасімхарая II (1491—1505) і регент Нарасанаяка Тулува (1491—1503)
  - Гаджапатське царство — Пратапарудра Дева (1497—1540)
  - Гархвал (держава) — Ман Шах (1498—1518)
  - Гуджаратський султанат — Махмуд-шах I Бегара (1458—1511)
  - Делійський султанат — Сікандар Лоді (1489—1517)
  - Джайпур (князівство) — Чандрасена (1453—1502)
  - Джайсалмер (князівство) — Джайтсі Сінгх II (1497—1530)
  - Джодхпур (князівство) — Суджа (1491—1515)
  - Канді (королівство) — Сенасаммата Вікрамабаху (1469—1511)
  - Кашмірський султанат — Мухаммед-шах (1493—1505)
  - Майсур (князівство) — Чамараджа Водеяр II (1478—1513)
  - Малавський султанат — Насир-уд-дін-шах (1500—1510)
  - Династія Малла — Ратна Малла (1482—1520)
  - Мевар (князівство) — Раймал Сінґх (1473—1509)
  - Мустанг (королівство) — Таглам Таспаду (? — ?)
  - Хандеський султанат — Міран Аділ-хан II (1457—1503)
  - Джафна (держава) — Сінгай Парарасасегарам (1478—1519)
  - Котте (королівство) — Паракрамабаху VIII (1484—1518)
  - Династія Самма — Джам Нізамуддін II (1461—1508)
- Індонезія; Південно-Східна Азія
  - Султанат Ачех — Алі Мугаят Шах (1496? — 1530)
  - Аюттхая (королівство) — Раматхібоді II (1491—1529)
  - Брунейська імперія — Болкіах (1485—1524)
  - Гантаваді — Бінья Ран II (1492—1526)
  - Демак (султанат) — Раден Патах (1475—1518)
  - Династія Ле — Ле Х'єн Тонг (1497—1504)
  - Ланна (держава) — Кео (1495—1525)
  - Лансанг — Вісунарат (1500—1520)
  - Пагаруюнг — Шрі Деваварна (1500—1514)
  - Маджапагіт — Бравіджайя VII (1489—1527)
  - Могн'їн (князівство) — Со Лон (1500—1533)
  - Ава (М'янма) — Тхіхатхура II (1485? — 1501); Нарапаті II (1501—1527)
  - Малаккський султанат — Махмуд-Шах (1488—1511)
  - Маніла (країна) — Раджа Салаліла (? — до 1521)
  - М'яу-У — Салінгату (1494—1502)
  - П'ї (царство) — Тадо Мінсо (1482—1527)
  - Сунда — Шрі Бадуга Махараджа (1482—1521)
  - Кедах (султанат) — Мухаммад Джива Зейнал Аділін I (1473—1506)
  - Пандуранга — Ван Абдул Кадір Ку Лей (1478—1510?)
  - Пасай — Адлуллах (1495—1506)
  - Султанат Сулу — Камаль-Уддін (1480—1519)
  - Тернатський султанат — султан Баян Сірулла (1500—1522)
  - Тідорський султанат — Джамалуддін (1450—1512)
- Кхмерська імперія — Дамкат Соконтор (1494—1512)
- Накхонситхаммарат (держава) — Пхрая Рамрачатаянам (1500 — до 1532)
- Китай; Монголія
  - Тибет — десі (регент-володар) — Нгаван Таші Дракпа (1499—1554)
    - У-Цанг — Донйо Дордже (1498—1512)

  - Династія Мін — Чжу Ютан (1487—1505)
  - Династія Північна Юань — Даян-хан (1479—1517?)
- Окінава; Королівство Рюкю — Сьо Сін (1476—1526)
- Корея
  - Чосон — Йонсан-гун (1495—1506)
- Середня Азія і Сибір
  - Дербен-Ойрат — Буувей (1495—1530)
  - Казахське ханство — Бурундук-хан (1474—1511)
  - Мавераннахр — Султан-Махмуд Мірза (1494—1515)
  - Марашіян — Камал ад-Дін III (1499—1503)
  - Міхрабаніди — Султан Махмуд ібн Нізам ад-Дін Ях'я (1495—1537)
  - Східний Могулістан — Ахмед-Алак (1487—1503)
  - Ногайська орда — Муса-бей (1491—1502)
  - Сибірське ханство — Мухаммед Тайбуга (1495—1502)
  - Тюменське ханство — Агалак-хан (1496—1505)
  - Держава Шейбанідів — Мухаммед Шейбані (1500—1510)
- Японія — Імператор Ґо-Касівабара (1500—1526)

## Африка
- Адал — Мухаммад ібн Азгар ад-Дін (1487—1518)
- Аллада (держава) — Єссу (1498—1510)
- Бамум (держава) — мфон Менгап (1498—1519)
- Борну — Алі-Гаджи (1479? — 1503/1507)
- Буганда — Каїма (1494—1524)
- Варсангалі (султанат) — гараад Алі Дабле (1495—1503)
- Ваттасиди — Мухаммад аш-Шейх аль-Магді (1472—1504)
- Імперія Волоф — Букар Бійє-Сунгуле (1492—1527)
- Імператор Ефіопії — На'од (1494—1508)
- Заяніди — Абу Абдаллах IV (1470—1505)
- Кілва (султанат) — Ібрагім ібн Сулейман (1499—1505)
- Королівство Конго — Жуан I (1470—1509)
- Імперія Малі — Махмуд III (1496—1559)
- Мономотапа — мвене-мутапа Чікуйо Чисамаренгу (1494—1530)
- Нрі — Езе Нрі Аньямата (1464—1511)
- Мамелюцький султанат — Джанбалат аль-Ашраф (1500—1501); Туман-бай I аль-Аділь (1501); Кансух аль-Гаурі (1501—1516)
- Салум — Мбеган Ндур (1493—1513)
- Імперія Сонгаї — Аскія Мохаммад I (1493—1528)
  - Імперія Фута Торо — Тенгелла (1490—1512)
- Хафсіди — Мухаммад V аль-Мутавакіль (1494—1526)

## Південна Америка
- Інки — Вайна Капак (1493—1527)

## Північна Америка
- Маяпанська ліга — Кокоми; Печ Коком (1483—1501); Печ Коком II (1501—1531)
- Імперія Пурепеча — Зуангуа (1479? — 1520)
- Ацтекський потрійний союз — Авіцотль (1486—1502)
- Тескоко (держава) — Незауалпілі (1472—1515)
- Тлакопан — Тотокіуатль II (1490—1520)
- Тутуль Шіу — Ах-Оп Шіу (1498? — ?)